# Deadly Sting
Deadly Sting es un álbum recopilatorio de la banda alemana de hard rock y heavy metal Scorpions, publicado en 1995 solo para Europa por medio de EMI Records. Contiene canciones tomadas de los álbumes de estudio editados entre Lovedrive (1979) y Savage Amusement (1988), además de la inédita «Edge of Time» como pista exclusiva. Esta fue grabada en el estudio Scorpio Sound Studios en Hannover, propiedad del guitarrista Rudolf Schenker, la cual fue producida por la banda y publicada en 1995 únicamente como sencillo promocional.

## Recepción comercial
El 20 de febrero de 1995 debutó en la lista Media Control Charts de Alemania y para la semana del 6 de marzo logró el puesto 28 como máxima posición. En Francia alcanzó la casilla 15 en el recuento nacional y para 2018 la empresa local Infodisc estimó sus ventas en ese país en 63 700 unidades, sin tener en cuenta streaming. En los demás países europeos Deadly Sting consiguió el puesto 10 en el conteo de Portugal; el 13 en Finlandia; el 32 en Suiza; el 37 en Hungría; y 39 en Austria. Por su parte, el 18 de marzo de 1995 se situó en la casilla 54 en el European Top 100 Albums desarrollado por la revista paneuropea Music & Media.

## Lista de canciones
| N.º | Título                           | Escritor(es)              | Duración |  |
| 1.  | «Coming Home»                    | Schenker, Meine           | 4:59     |  |
| 2.  | «Rock You Like a Hurricane»      | Schenker, Meine, Rarebell | 4:12     |  |
| 3.  | «No One Like You»                | Schenker, Meine           | 3:57     |  |
| 4.  | «Lovedrive»                      | Schenker, Meine           | 4:49     |  |
| 5.  | «Bad Boys Running Wild»          | Schenker, Meine, Rarebell | 3:55     |  |
| 6.  | «I'm Leaving You»                | Schenker, Meine           | 4:17     |  |
| 7.  | «Passion Rules the Game»         | Meine, Rarebell           | 3:59     |  |
| 8.  | «China White»                    | Schenker, Meine           | 6:56     |  |
| 9.  | «Walking on the Edge»            | Schenker, Meine           | 5:07     |  |
| 10. | «Coast to Coast»                 | Schenker                  | 4:42     |  |
| 11. | «Loving you Sunday Morning»      | Schenker, Meine, Rarebell | 5:37     |  |
| 12. | «Another Piece of Meat»          | Schenker, Rarebell        | 3:31     |  |
| 13. | «Dynamite»                       | Schenker, Meine, Rarebell | 4:12     |  |
| 14. | «Can't Live Without You»         | Schenker, Meine           | 3:16     |  |
| 15. | «Edge of Time» (canción ínédita) | Schenker, Meine           | 4:17     |  |

| Pistas adicionales solo en Francia |                                               |                 |          |  |
| N.º                                | Título                                        | Escritor(es)    | Duración |  |
| 16.                                | «Still Loving You» (publicado como pista uno) | Schenker, Meine | 3:56     |  |
| 17.                                | «Can't Get Enough (Parte 1)» (en vivo)        | Schenker, Meine | 2:06     |  |
| 18.                                | «Can't Get Enough (Parte 2)» (en vivo)        | Schenker, Meine | 1:42     |  |

## Posicionamiento en listas semanales
| País/Región | Lista                   | Posición |
| ----------- | ----------------------- | -------- |
| Alemania    | Media Control Charts    | 28       |
| Austria     | Ö3 Austria Top 40       | 39       |
| Europa      | European Top 100 Albums | 54       |
| Finlandia   | Suomen virallinen lista | 13       |
| Francia     | French Albums Chart     | 15       |
| Hungría     | Top 40 Album            | 37       |
| Portugal    | AFP Charts              | 10       |
| Suiza       | Schweizer Hitparade     | 32       |